# Bournois
Bournois är en kommun i departementet Doubs i regionen Bourgogne-Franche-Comté i östra Frankrike. Kommunen ligger i kantonen L'Isle-sur-le-Doubs som tillhör arrondissementet Montbéliard. År 2022 hade Bournois 189 invånare.

## Befolkningsutveckling
Antalet invånare i kommunen Bournois
Referens:INSEE